# The Knife (film 1918)
The Knife è un film muto del 1918 diretto da Robert G. Vignola. Il soggetto è tratto da The Knife di Eugene Walter, un lavoro teatrale andato in scena al Bijou Theatre di Broadway dal 12 aprile al giugno 1917.

## Trama
Cresciuta in una piantagione del Sud, Kate Tarleton si fidanza con il suo tutore, il dottor Robert Manning, famoso chirurgo. In visita a New York insieme alla sorellina Mary Lou e a Robert, che vi vuole condurre per studio alcuni esperimenti medici, Kate, che è una ragazza superstiziosa, si reca dall'indovina Stella Hill per farsi leggere il destino. Stella, la cui principale attività è in realtà quella della tratta delle bianche, droga e rapisce Kate che viene nascosta in un bordello gestito dalla stessa Stella e da Jimmy Bristol, il suo socio. Lì, Kate contrae la sifilide e diventa pazza. Robert - che la sta cercando con il detective Ellis e l'avvocato Meredith - riesce a trovarla. La giovane recupera le proprie facoltà mentali ma l'orrore che ha vissuto ha cancellato dalla memoria tutto quello che le è successo durante il periodo in cui è stata tenuta in schiavitù. Robert prende Stella e Jimmy come cavie per i propri esperimenti, ma viene indagato dal procuratore distrettuale che non è convinto della bontà delle sue ricerche. Quando però Kate vede Jimmy, riconosce in lui il proprio persecutore. Riaffiorano i ricordi e lei, ricostruendo la storia che ha vissuto, porta con la sua testimonianza all'arresto dei suoi due carcerieri.

## Produzione
Il film fu prodotto dalla Select Pictures Corporation. Venne girato in Florida, alla Emerson Plantation a Jacksonville.

## Distribuzione
Distribuito dalla Select Pictures Corporation, il film uscì nelle sale cinematografiche statunitensi nel febbraio 1918.